# Apicia prostypata
Apicia prostypata là một loài bướm đêm trong họ Geometridae.